# Laspeyria flexula
Laspeyria flexula là một loài bướm đêm trong họ Erebidae.

## Hình ảnh

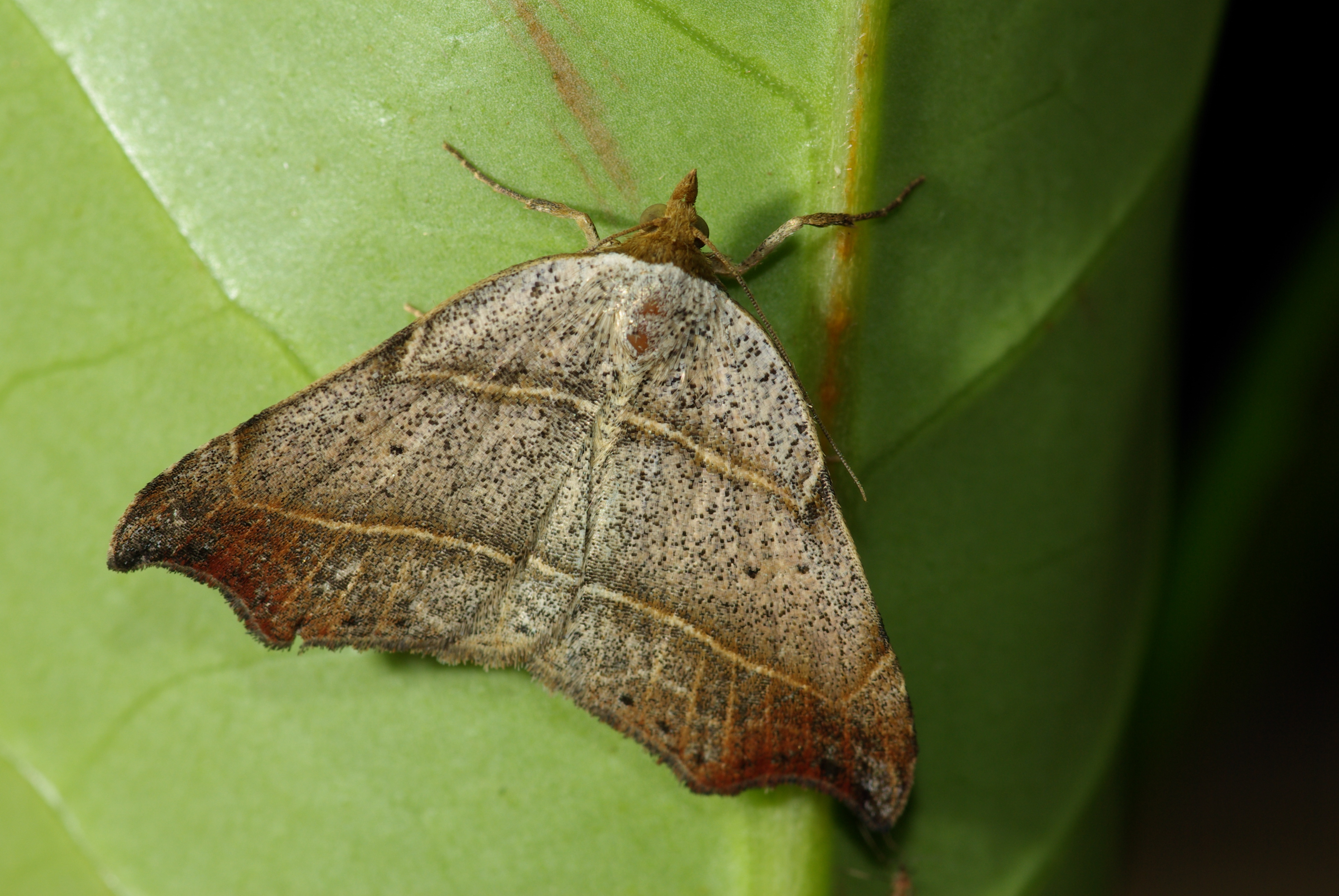
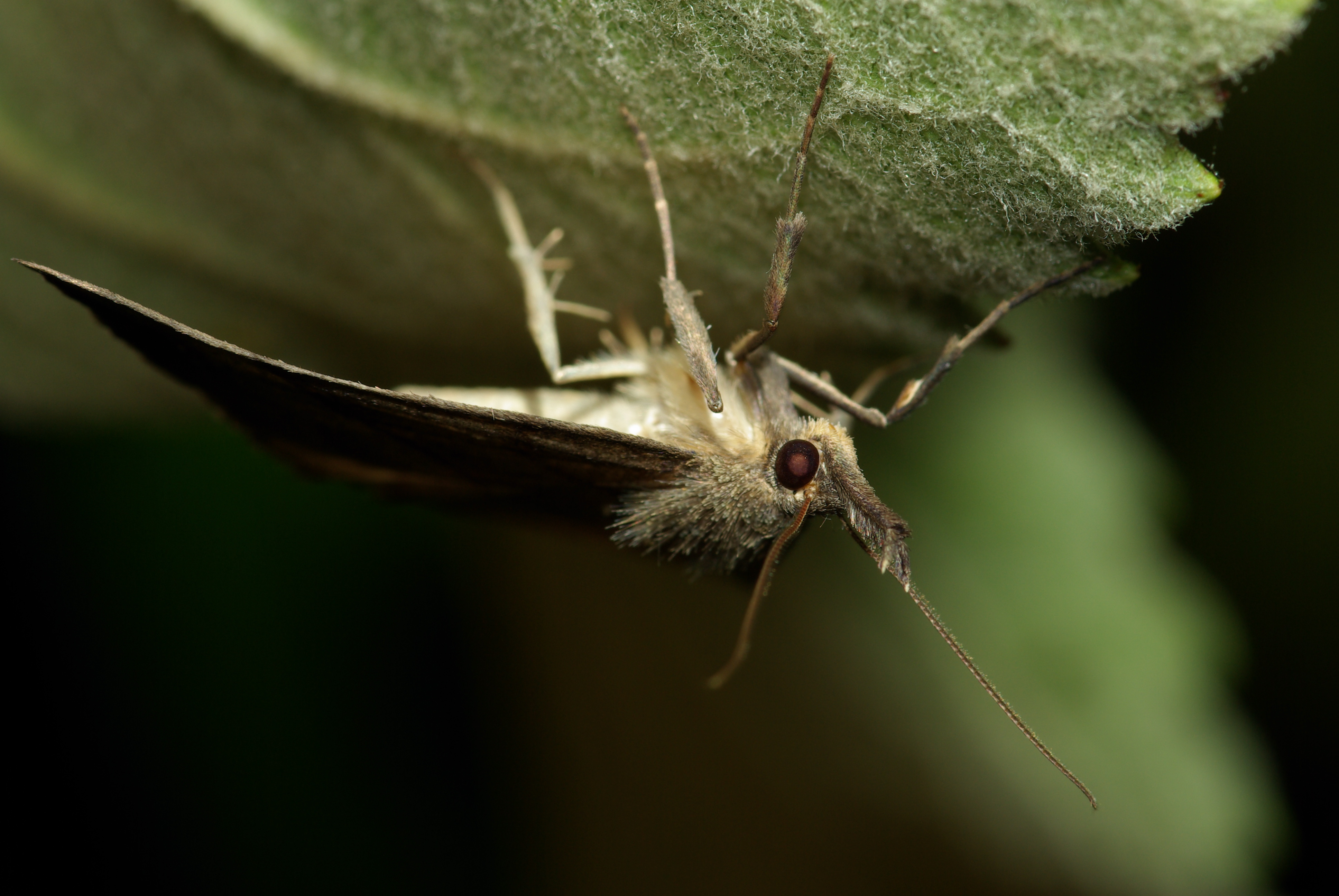
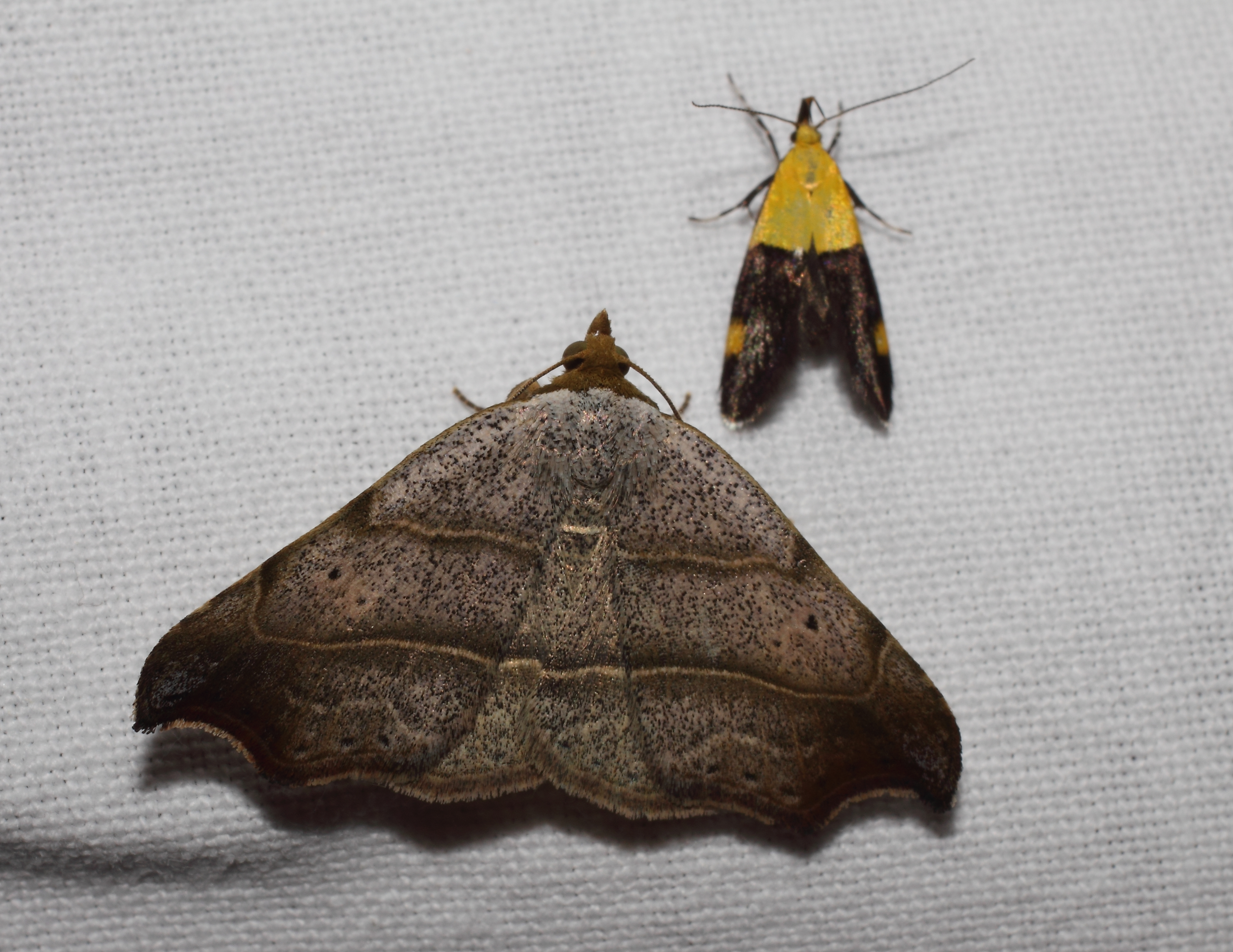
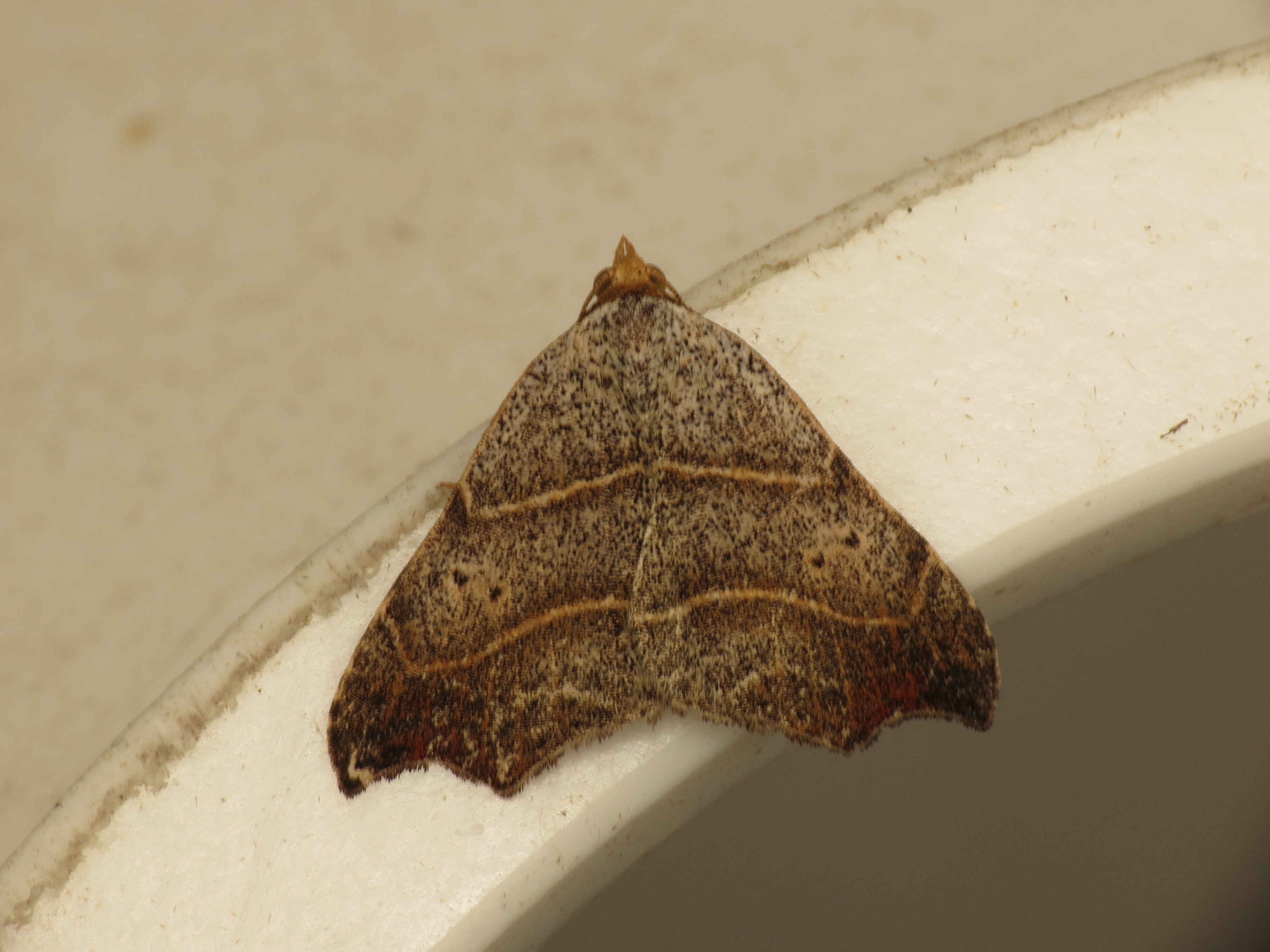